# Spółgłoska drżąca dziąsłowa dźwięczna
Spółgłoska drżąca dziąsłowa – rodzaj dźwięku spółgłoskowego występujący w językach naturalnych. W międzynarodowej transkrypcji fonetycznej IPA oznaczanej symbolem: [r]. Głoska ta jest jednym z trudniejszych dźwięków mowy. Zaburzenia jej artykulacji są jedną z najczęstszych wad wymowy (reranie).
W transkrypcji fonologicznej symbol /r/ często używany jest do oznaczenia innych spółgłosek rotycznych, takich jak [ɾ, ɹ, ʁ].

## Artykulacja

### Opis
W czasie artykulacji podstawowego wariantu [r]:
- modulowany jest prąd powietrza wydychanego z płuc, czyli artykulacja tej spółgłoski wymaga inicjacji płucnej i egresji,
- tylna część podniebienia miękkiego zamyka dostęp do jamy nosowej – jest to spółgłoska ustna,
- prąd powietrza w jamie ustnej przepływa ponad całym językiem lub przynajmniej powietrze uchodzi wzdłuż środkowej linii języka – jest to spółgłoska środkowa
- Język styka się z dziąsłami w periodyczny sposób, tworząc serię szybkich zwarć i rozwarć – jest to spółgłoska drżąca.
- wiązadła głosowe periodycznie drgają, spółgłoska ta jest dźwięczna. W kontekstach ubezdźwięczniających jednak posiada wariant bezdźwięczny (np. w słowie „wiatr”).

### Przykłady
- w języku polskim: para [para]
- w języku abchaskim: ашəара [aʃʷara] „mierzyć”
- w języku arabskim: ﺭأﺱ [ræʔs] „głowa”
- w języku hiszpańskim: rey [rej] „król”
- w języku serbsko-chorwackim: srna [sr̩:na] „sarna”
- w szkockiej odmianie języka angielskiego, gdzie zastępuje głoskę [ɹ], typową dla standardowej angielszczyzny.

## Spółgłoska drżąca dziąsłowa podniesiona
Około wieku XIII i XIV fonem /rʲ/ w języku staropolskim nabrał w swojej wymowie dużej frykcji, przez co upodobnił się do współczesnego czeskiego /r̝/ – spółgłoski drżącej dziąsłowej podniesionej, u której występuje zarówno drganie języka, jak i artykulacja szczelinowa (ale najprawdopodobniej wciąż była miękka: /r̝ʲ/). 
rż zatraciło swój wibracyjny charakter w XVII w. (choć jeszcze w XIX w. na podstawie analizy pisowni można przyjąć, że w niektórych wyrazach zachowało się m.in. na Kresach Wschodnich). Podobnie stało się w większości gwar ludowych. Frykatywne rż zachowało się jedynie częściowo w pasie południowego Śląska i południowo-zachodniej Małopolski (tj. na Orawie, Spiszu, Podhalu), w północnej Wielkopolsce (okolice Wielenia, Czarnkowa), w pasie od północnego Kociewia przez okolice Ostródy i Lubawy po Warmię i Mazury), na północno-wschodnim Mazowszu wraz z Kurpiami, np. narżyndzia, rżecy, rozrżucone (w transkrypcji fonetycznej: nařyndźia, řečy; rozřucone) = narzędzia, rzeczy, rozrzucone.
W języku czeskim występuje jako odrębny fonem głoska drżąca dziąsłowa, która w odróżnieniu od [r] cechuje się podniesieniem miejsca artykulacji [r̝] i zwężeniem przestrzeni między językiem a podniebieniem twardym przez co przyjmuje charakter głoski szczelinowej. Głoska drżąca dziąsłowa [r] ma 1-3 uderzeń, podczas gdy głoska podniesiona [r̝] ma 3–5 słabszych uderzeń. Głoska jest dźwięczna, ale może tracić dźwięczność przy głoskach bezdźwięcznych, przy czym taka głoska bezdźwięczna jest w języku czeskim traktowana jako alofon. Głoska stanowi dość duży problem dla obcokrajowców. Jej nieprawidłowa wymowa nazywa się rotacismus bohemicus.
Głoska występuje w języku czeskim, w innych językach czy dialektach jej występowanie jest dokumentowane rzadko, a jej występowanie nie jest głęboko przebadane (przypuszczalne występowanie w niektórych dialektach języka norweskiego w okolicy Narwiku).
W alfabecie fonetycznym oznaczana jest jako  ⟨r⟩ ze znakiem podwyższenia [r̝]. Przed rokiem 1989 miała swój specjalny symbol ⟨ɼ⟩.